# Coust
Coust är en kommun i departementet Cher i regionen Centre-Val de Loire i de centrala delarna av Frankrike. Kommunen ligger  i kantonen Charenton-du-Cher som tillhör arrondissementet Saint-Amand-Montrond. År 2022 hade Coust 430 invånare.

## Befolkningsutveckling
Antalet invånare i kommunen Coust
Referens:INSEE